# Get into It (Yuh)
Get into It (Yuh) è un singolo della cantante statunitense Doja Cat, pubblicato il 4 febbraio 2022 come quinto estratto dal terzo album in studio Planet Her.

## Descrizione
Il brano contiene un'interpolazione tratta da Massive Attack di Nicki Minaj.

## Video musicale
Il video musicale è stato reso disponibile il 31 gennaio 2022.

## Classifiche

### Classifiche settimanali
| Classifica (2021) | Posizione massima |
| ----------------- | ----------------- |
| Australia         | 30                |
| Canada            | 39                |
| Francia           | 190               |
| Grecia            | 33                |
| Irlanda           | 34                |
| Lituania          | 68                |
| Nuova Zelanda     | 18                |
| Perù              | 178               |
| Portogallo        | 82                |
| Regno Unito       | 41                |
| Stati Uniti       | 20                |
| Sudafrica         | 32                |

### Classifiche di fine anno
| Classifica (2022) | Posizione |
| ----------------- | --------- |
| Stati Uniti       | 68        |

## Date di pubblicazione
| Paese       | Data            | Formato | Nota   |
| ----------- | --------------- | ------- | ------ |
| Regno Unito | 4 febbraio 2022 | Airplay | [ 10 ] |
| Italia      | 11 marzo 2022   | Airplay | [ 21 ] |